# Enemigos íntimos
Sabina y Páez - Enemigos Íntimos, também conhecido simplesmente por Enemigos Íntimos, é o primeiro e único álbum da parceria entre o roqueiro argentino Fito Páez e o músico espanhol Joaquín Sabina. Se considerarmos a discografia individual de cada um, este é o décimo álbum de estúdio de Fito e o décimo-terceiro de estúdio de Sabina. O disco foi lançado em 1998, sob o selo Sony Music, e teve uma vendagem de 100.000 exemplares.
Este álbum marcou a desavença entre os músicos, que só viriam a conversar novamente 10 anos depois, quando Fito convidou Sabina para participar de uma faixa no seu álbum ao vivo No sé si es Baires o Madrid, de 2008.
Fito compôs a música "Cecilia" especialmente para a sua então esposa, a atriz Cecilia Roth com quem foi casado por dez anos.

## História
O desentendimento entre os dois compositores foi produzido pelas personalidades divergentes de ambos: enquanto Páez é bastante meticuloso e pode até ser considerado obsessivo com seu trabalho, Sabina é bastante boêmio e relaxado em seu jeito de ser e trabalhar.
A ruptura eclodiu durante a seleção do diretor do videoclipe da canção "Delirium tremens", que foi enfaticamente contestada por Páez, apesar de ter previamente concordado que ele escolheria o diretor do primeiro clipe (Llueve Sobre Mojado) e Sabina o do segundo. O argentino argumentou que a pessoa selecionada havia colaborado com um dos ministérios da última ditadura militar de seu país, uma versão que foi confirmada na letra da canção "Al Lado del Camino", que seria gravada no álbum Abre, de Fito Páez, que canta: "Não É bom ser inimigos (...) assombrar ministérios sinistros fazendo a paródia do artista".
Pouco tempo depois, foram publicadas cartas em verso, em que ambos os músicos criticavam a atitude um do outro quando trabalhavam juntos. Para esse momento a ruptura da sociedade foi definitiva e a extensa turnê, com shows já agendados pela América Latina, Espanha e outros países, foi oficialmente cancelada.
Ambos os músicos terminaram a inimizade oficialmente dez anos depois, quando Fito convidou Sabina para participar de uma faixa no seu álbum ao vivo No sé si es Baires o Madrid, de 2008.

## Singles
Até antes de anunciarem o rompimento da parceria, as únicas faixas que tinham sido trabalhadas e lançadas como single eram "Llueve Sobre Mojado" que entrou nas paradas logo na época de seu lançamento, e "Delirium Tremens" que também ganhou repercussão nas rádios. A música "Llueve Sobre Mojado" foi uma das canções mais executadas nas rádios latino-americanas e da Espanha durante o ano de 1998, entrando no topo das paradas mesmo após a briga que gerou a separação de ambos.

## Faixas
Todas as faixas foram escritas por Fito Páez e Joaquín Sabina, exceto onde indicado.
| N.º            | Título                                               | Compositor(es)                                 | Duração |  |
| 1.             | "La Vida Moderna" (voz solo: Páez)                   |                                                | 2:34    |  |
| 2.             | "Lázaro" (voz solo: Sabina)                          |                                                | 2:13    |  |
| 3.             | "Llueve Sobre Mojado"                                |                                                | 5:29    |  |
| 4.             | "Tengo Una Muñeca Que Regala Besos" (voz solo: Páez) |                                                | 3:13    |  |
| 5.             | "Si Volvieran los Dragones"                          |                                                | 4:26    |  |
| 6.             | "Cecilia" (voz solo: Páez)                           | Páez                                           | 4:07    |  |
| 7.             | "Delirium Tremens"                                   |                                                | 5:02    |  |
| 8.             | "Yo Me Bajo en Atocha" (voz solo: Sabina)            | Sabina, Pancho Varona, Antonio García de Diego | 4:57    |  |
| 9.             | "Buenos Aires"                                       |                                                | 4:25    |  |
| 10.            | "Más Guapa Que Cualquiera"                           |                                                | 4:18    |  |
| 11.            | "Flores en Su Entierro" (voz solo: Páez)             |                                                | 4:29    |  |
| 12.            | "¿Hasta Cuándo?" (voz solo: Páez)                    |                                                | 3:48    |  |
| 13.            | "La Canción de los (Buenos) Borrachos"               |                                                | 6:14    |  |
| 14.            | "Enemigos Íntimos"                                   |                                                | 4:13    |  |
| Duração total: | Duração total:                                       | Duração total:                                 | 59:37   |  |

## Músicos
- Fito Páez: Voz, hammond, pianos, teclados, violão, loops
- Joaquín Sabina: Voz e violão
- Fabiana Cantilo: Vocais
- Pete Thomas: Bateria
- Guillermo Vadalá: Baixo e contrabaixo
- Hugo Fattoruso: (Hammond, piano e acordeom
- Ulises Butron: Guitarra e violão
- Nico Cota: Percussão
- Orquesta Euforista da Cidade de Buenos Aires: Cordas, sopros, sopros de madeira, harpa e percussões

Músicos convidados:
- Andrés Calamaro: Vocais em "Más Guapa Que Cualquiera"
- Claudia Puyo: Vocais en "Delirium Tremens"
- Las Blacanblues: Vocais en "Llueve sobre mojado"
- Rita Pauls: "boneca" em "Tengo Una Muñeca Que Regala Besos"
- Antonio García de Diego: Vocais en "Yo Me Bajo en Atocha", guitarra espanhola en "Más guapa que cualquiera"
- Negro García López: Guitarra em "Buenos Aires"

## Ficha técnica
- Produção: Fito Páez
- Coprodução: Carlos Narea
- Produção Executiva: Fernando Moya.. Alejandro Avalís
- Coordenação: Fernando Travi, Ángel Kaininsky
- Direção de orquestra e arranjos: Carlos Villavicencio
- Gravado em Buenos Aires, no Circo Beat Studio
- Engenheiro: Nigel Walker
- Asistentes: Mariano López, Horacio Faruelo, Mariano Rodríguez, Alejandro Martí, Leandro Kurfist
- Asistente de músicos: MüTCcio Infante
- Mixagem: Nigel Walker no Circo Beat Studio
- Edição: Joaquín Sabina, Fito Páez e Carlos Narea no estúdio “El Pie”, Bs. As.
- Masterización en: Sterlíng Sound, Nova York, por George Marino
- Arte: Alejandro Ros
- Fotos: Eduardo Martí
- Maquiagem e cabelo: Osear Mulet y Rodolfo Olmedo

## Vendas e Certificações
| Ano  | Órgão | Certificação/Vendas | Vendas    |
| ---- | ----- | ------------------- | --------- |
| 1996 | CAPIF | platina             | 100,000 + |